# 謝福生
谢福生（1886年？—1935年10月4日）英文名Francis Zia，广东南海人，长于烟台，中华民国记者、翻译家。

## 生平
1911年，严独鹤从江西上饶广信中学堂辞职回到上海后，先任中华书局编辑，后又由沈知方初创的世界书局邀请严独鹤、平海澜、谢福生等人同编英文刊物。在世界书局，谢福生曾编《世界英华周报》。
民国八年（1919年）10月2日《张元济日记》载，“邝先生来言，谢福生系粤人，年三十三岁，长于烟台，在教会学堂毕业。通英、法文。曾充威海卫港赫德翻译。现在青年会教授英文。拟令在外帮撰《英文杂志》用稿。余允之。又交来英文自荐信一封，即送仙华阅看。编译约惺存、伯训、拔可商议伯俞提出包办意见。”本来商务印书馆是約謝福生担任英文期刊的特約撰述，後來改為毎日到館辦事半日，到1919年10月30日，张元济就打算给谢福生月薪二百元，先由王仙華和谢福生商洽，大概谢福生也很满意。以1919年上海的生活水平看，二百元已是上中等待遇，等于知名的銀行副經理的薪水。1919年，商务印书馆为谢福生定月薪200圆。
1920年7月21日，谢福生致信张元济介绍“一个葡国女子，任速写及打字之役”。7月27日《张元济日记》载，“谢为要求试用半年，两月前通知。约邝商，邝亦谓可行，但不必两月前通知，仍以一月为期，能早即早。已告拔翁。”日记中的“谢”指谢福生。
謝福生在英文教學方面颇有名氣，主张“多读英文，少看文法”。謝福生曾任上海总商會英文秘书，只要有英美人士来上海演說，都由謝福生同歩口譯。1921年11月21日，《申报》馆布置一新，馆内悬挂中国、英国国徽以及万国旗，陈列了多种菊花，以欢迎英国《每日邮报》创办人、《泰晤士报》主人北岩勋爵来访，贵宾王儒堂、聂云台、沈信卿、钱新之以及《密勒氏评论报》主笔鲍威尔等人也应邀前来欢迎欢迎北岩勋爵，当时恰逢史量才因为公事而离开上海，由陈冷、张竹平携汪英宾、李嵩生及翻译谢福生等人予以招待。
民国11年（1922年）7月9日，上海新闻记者联欢会举行第二届会员大会，出席者32人，大会修改了章程，并且选出谢福生、潘公展、严独鹤、周孝庵、张静庐、戈公振、严谔声等7人为领导机构成员。
民国15年（1926年），谢福生创办了英文《公论西报》（又作《公论报》）。同年，孙传芳在江西败给国民革命军，该报在孙传芳的照片下题有英文“The setting sun”（没落的太阳），再加上谢福生平时不肯忍气吞声，从而招致孙传芳忌恨，密令淞沪警备司令李宝璋将谢福生拘押至军署，拟处以死刑。幸亏上海日报公会主席史量才等人向孙传芳力保，才使谢福生免遭枪决，但仍遭拘禁。1927年，国民革命军北伐占领上海后，谢福生方才获释。
1927年3月22日，在中国共产党的领导下，第二次上海市民代表会议在南市新舞台召开，成立上海特别市临时市政府，选举产生19名临时市政府委员，其中中国共产党党员罗亦农、汪寿华、林钧、何洛、丁晓先、侯绍裘、李震瀛、王景云、顾顺章等9人为委员，其他10名委员为白崇禧、钮永建、杨杏佛、王晓籁、虞洽卿、陈光甫、陆文韶、王汉良、郑毓秀、谢福生。
1927年3月26日，在上海特别市临时市政府委员会上，批准了两名委员钮永建、陈光甫的辞职。第四次上海市民代表大会补选两人孙科、薛岳（实际二人都未到任）。3月29日以后，在蒋介石的压力下，又有几位委员提出辞职或请假。4月1日，在执行委员会上，只批准两名委员谢福生、郑毓秀辞职，对于另外两位委员王晓籁、杨杏佛则继续争取挽留。
1935年10月4日，谢福生因患脑膜炎在上海病逝。

## 著作
- F. M. Jefferson 谢福生，A Collection of Chinese Family Maxims 名贤集，1915

## 延伸阅读
- 孙筹成，谢福生君轶事 （页面存档备份，存于）